# Dorgoș
Dorgoș – wieś w Rumunii, w okręgu Arad, w gminie Ususău. W 2011 roku liczyła 251 mieszkańców. 